# Qa’rraan Calhoun
Qa’rraan Calhoun (ur. 2 października 1986 w Irvington) – amerykański koszykarz, występujący na pozycji skrzydłowego.
W 2013 roku spędził obóz przedsezonowy z Kotwicą Kołobrzeg.

## Osiągnięcia
Drużynowe
- Wicemistrz Rumunii (2011)[1]
- Finalista Pucharu Holandii (2010)[1]
- Lider sezonu zasadniczego ligi rumuńskiej (2011)[1]

Indywidualne
- Uczestnik meczu gwiazd PLK (2012)[2]
- Zwycięzca konkursu wsadów podczas meczu gwiazd PLK (2012)[3]